# Карабасов Юрій Сергійович
Юрій Сергійович Карабасов (12 червня 1939, місто Москва, Російська Федерація — 7 грудня 2021) — радянський і російський діяч, секретар Московського міського комітету КПРС, ректор Московського інституту сталі і сплавів. Кандидат у члени ЦК КПРС у 1986—1990 роках. Доктор технічних наук (1976), професор (1982). Іноземний член Національної Академії наук Республіки Казахстан. Почесний доктор університетів Нансі (Франція). Почесний професор Казахського Національного Технічного Університету ім. К. І. Сатпаєва. Депутат Верховної ради Російської РФСР 11-го скликання. Депутат Державної думи Російської Федерації 5-го скликання (2007—2011).

## Життєпис
У 1961 році закінчив Московський інститут сталі, інженер-металург.
У 1961—1972 роках — молодший науковий співробітник, аспірант, асистент, старший викладач, доцент Московського інституту сталі і сплавів.
Член КПРС з 1962 року.
У 1970—1972 роках — секретар партійного комітету Московського інституту сталі і сплавів.
У 1972—1977 роках — завідувач відділу організаційно-партійної роботи, секретар Октябрського районного комітету КПРС міста Москви.
У 1977—1980 роках — завідувач відділу науки і вузів Московського міського комітету КПРС.
У 1980—1981 роках — 1-й заступник голови правління Всесоюзного товариства «Знання».
У 1981—1983 роках — проректор з навчальної роботи Академії народного господарства при Раді міністрів СРСР.
У 1983—1986 роках — 1-й секретар Гагарінського районного комітету КПРС міста Москви.
У 1986—1990 роках — секретар Московського міського комітету КПРС.
У 1990—1991 роках — заступник голови Державного комітету СРСР з науки і техніки.
У 1991—1992 роках — директор Центру ризику і надійності господарських систем Інституту вищих управлінських кадрів Академії народного господарства при уряді Російської Федерації.
У 1992—2007 роках — ректор Московського інституту сталі і сплавів (технологічного університету, «МІСіС»).
У 2001—2002 роках — голова ради Московського міського регіонального відділення Загальноросійської політичної громадської організації «Отечество» («Вітчизна»). У 2002—2010 роках — секретар політичної ради Московського міського регіонального відділення Політичної партії «Єдина Росія».
У 2007—2011 роках — депутат Державної думи Російської Федерації 5-го скликання за списком «Єдиної Росії», член фракції «Єдина Росія». Був заступником голови Комітету Держдуми по освіті.
З квітня 2007 по квітень 2017 року — президент Науково-дослідного технологічного інституту «МІСіС».
Автор більш ніж сорока наукових праць із металургії, хімії, екології.

## Нагороди і звання
- орден Дружби народів
- орден «Знак Пошани»
- офіцер ордену Академічних Пальм (Франція) з врученням знака ордену
- медалі
- Лауреат премії президента Російської Федерації за 2003 рік в області науки і освіті.
- Заслужений діяч науки Російської Федерації.
- «Почесний знак за бездоганну службу Москві».